# Nagyszájúhal-alakúak
A nagyszájúhal-alakúak (Stomiiformes) a csontos halak (Osteichthyes) főosztályának sugarasúszójú halak (Actinopterygii) osztályába tartozó rend.

## Rendszerezés
A rendbe az alábbi 2 alrend és 4 család tartozik.
- Gonostomatoidei
  - Gonostomatidae
  - mélytengeri bárdhalfélék (Sternoptychidae)
- Photichthyoidei
  - Phosichthyidae
  - mélytengeri viperahalfélék (Stomiidae)